# Robert Metcalfe
Robert (Bob) Melancton Metcalfe (New York, 7 april 1946) is een Amerikaans elektrotechnicus en ondernemer. Hij ontwikkelde aan het begin van de jaren '70 van de twintigste eeuw het ethernet. Hij werkte destijds bij het Palo Alto Research Center (Parc) van Xerox. Later begon hij zijn eigen bedrijf 3Com, wat later uitgroeide tot een grote leverancier van netwerkhardware.
De bekendste uitspraak van Robert Metcalfe wordt ook wel "Metcalfe's wet" genoemd:
De waarde van een netwerk neemt kwadratisch toe met het aantal aangesloten apparaten.
Eenvoudig gezegd, hoe meer apparaten onderdeel zijn van het netwerk, hoe meer waarde het netwerk heeft voor de gebruikers.

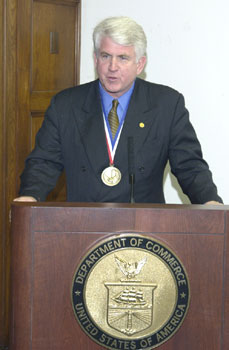
Robert Metcalfe met zijn National Medal of Technology.

In 2013 werd Metcalfe door de Internet Society geëerd voor zijn werk als Internet pionier door opgenomen te worden in de Internet Hall of Fame. Ook werd hem de Turing Award van 2022 toegekend.
- Association for Computing Machinery: 89758929157
- Bibsys: 90964922
- Bibliothèque nationale de France: cb16742191x (data)
- CiNii: DA11382598
- DBLP: 69/829
- Gemeinsame Normdatei: 173091644
- International Standard Name Identifier: 0000 0001 1050 9052
- Library of Congress Control Number: n96100650
- Mathematics Genealogy Project: 87279
- Bibliotheek van het Japanse parlement: 00682500
- Nationale Bibliotheek van Tsjechië: mub2017953751
- Nationale bibliotheek van Australië: 35482780
- Nationale Bibliotheek van Israël: 987007444341105171
- Nationale en Universitaire bibliotheek Zagreb: 000121858
- Nederlandse Thesaurus van Auteursnamen: 070990875
- ORCID: 0009-0007-8785-9625
- SNAC: w65q73fb
- Système universitaire de documentation: 112398154
- Trove: 969138
- Virtual International Authority File: 31267881
- WorldCat: E39PBJwMyTrDjgm9RWCFMrxFKd